# Inchkeith
Inchkeith est une île du Firth of Forth en Écosse. Elle se situe au large de Leith, Édimbourg, mais fait officiellement partie de Kinghorn, Fife.

## Géographie

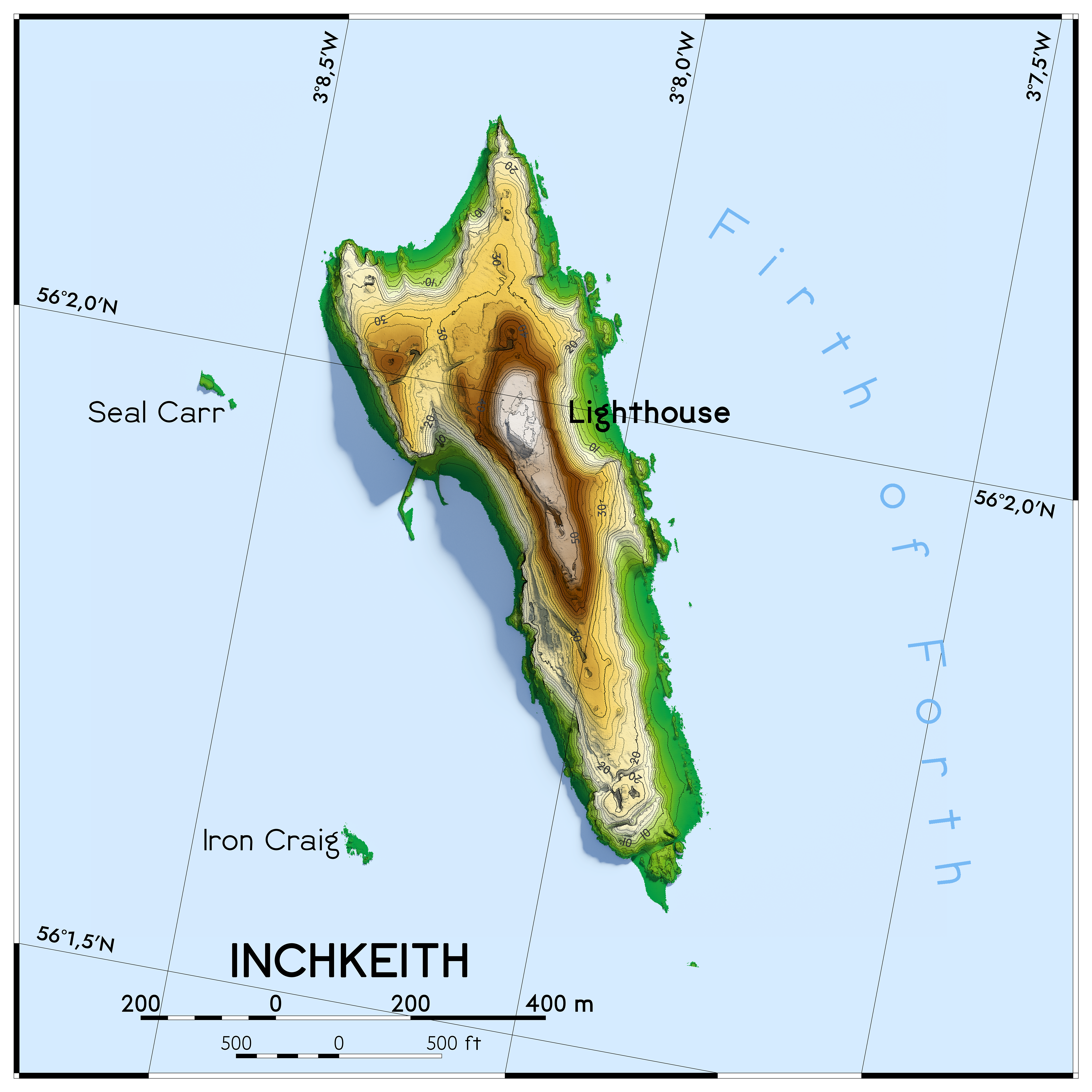
Carte topographique d'Inchkeith.

L'île a la particularité d'avoir les plus faibles précipitations d'Écosse, avec 550 millimètres par an.
Elle possède un phare.

## Histoire
Inchkeith a été utilisée à des fins militaires dès le XVIe siècle. On y trouve des traces d'emplacements de mitrailleuses remontant au XIXe siècle, à la Première Guerre mondiale et à la Seconde Guerre mondiale.
Aujourd'hui cette île est une propriété privée et il est nécessaire de posséder une autorisation pour y accoster.
Le Northern Lighthouse Board a vendu l'île à Tom Farmer, entrepreneur, fondateur de la marque de services Kwik Fit et propriétaire de l'Hibernian Football Club.